# 丸明朝体
丸明朝体（まるみんちょうたい）とは明朝体の横棒、縦棒、止め、ハネ、ハライなどの始筆、終筆部分に使われているエレメントが「丸」になっている。
ゴシック体に丸ゴシック体があるように明朝体にも丸明朝体というカテゴリーがあることを実証した書体。

## 経緯
2000年、カタオカデザインワークスが丸明オールドを発表。
同年2月1日に掲載されたサントリーモルツの新聞全国紙1頁広告が最初の登場となっている。
これまでの明朝体にはない「丸」というエレメントがモダンでチャーミングであたたかい印象を与えた。その後も「長い歴史をもつ明朝体のあたらしい風」として話題となり印刷物をはじめTVCF、字幕スーパー、ゲーム、サイトなどに使われ定番書体といわれるようになった。仮名は、明治期の活字書体の秀英体を参考にしている。
2001年6月、丸明オールドがCD-ROM版で商品化された。2007年1月には、丸明Tikuma・丸明Kiso・丸明Shinano・丸明Fuji・丸明Yoshino・丸明Katuraの6種の仮名字形が追加され、丸明ファミリーとなった。
いずれも片岡朗による設計で、カタオカデザインワークスより商品化されている。

## 丸明朝体に分類される書体製品
- カタオカデザインワークス - 丸明ファミリー
  - 丸明オールド（まるみんおーるど）
  - 丸明Tikuma（まるみんちくま）
  - 丸明Kiso（まるみんきそ）
  - 丸明Shinano（まるみんしなの）
  - 丸明Fuji（まるみんふじ）
  - 丸明Yoshino（まるみんよしの）
  - 丸明Katura（まるみんかつら）